# مشكلة الاستقراء

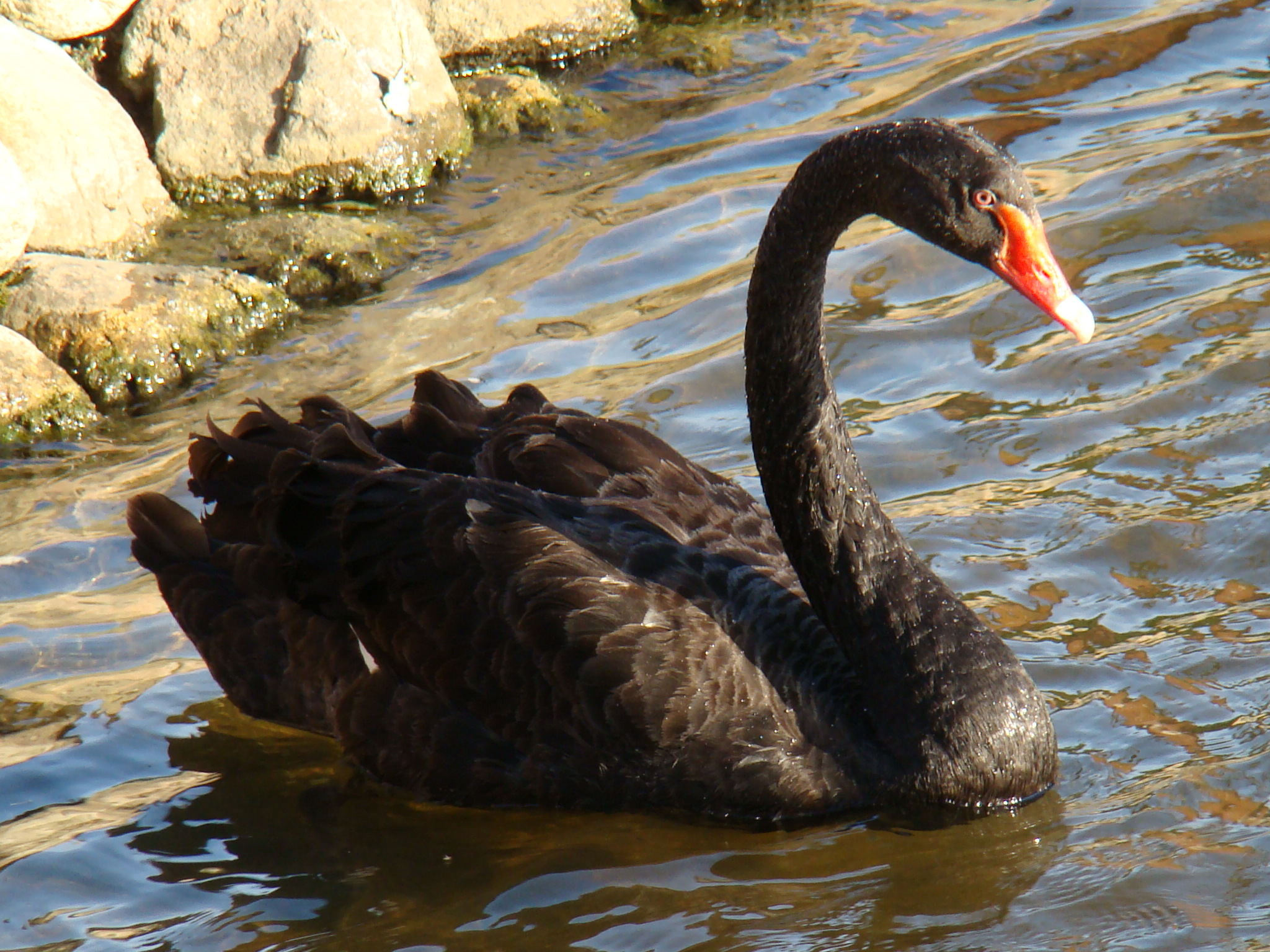
صورة للبجعة السوداء في بلمونتاس، فيلنيوس، ليتوانيا.

مشكلة الاستقراء هي التساؤل الفلسفي حول ما إذا كان التفكير الاستقرائي يؤدي إلى معرفة مثلما هي مفهومة بالمعنى الفلسفي الكلاسيكي، مما يُسلط الضوء على الفجوة الظاهرة في تسويغ القضايا التالية:
1. اعتماد تعميم خصائص فئة من الأشياء على عدد من الملاحظات لحالات معينة من تلك الفئة، (على سبيل المثال، الاستدلال بأن «كل البجع الذي رأيناه أبيض اللون، وبالتالي كل البجع أبيض اللون»، قبل اكتشاف البجع الأسود) أو
2. الافتراض بأن تتابع الأحداث في المستقبل سوف يحدث كما كان يحدث دائمًا في الماضي (على سبيل المثال، سوف تحتفظ قوانين الفيزياء ببقائها في المستقبل، كما لوحظ بقائها دائمًا في الماضي). أطلق هيوم على ذلك مبدأ اطراد حوادث الطبيعة.[2]

تثير المشكلة التشكك في كافة المزاعم التجريبية المقدمة في الحياة اليومية، أو من خلال المنهج العلمي، ولهذا السبب، قال الفيلسوف سي دي برود إن «الاستقراء هو مجد العلم وفضيحة الفلسفة». وعلى الرغم من أن المشكلة تعود إلى المذهب البيروني في الفلسفة القديمة، وأيضًا إلى مدرسة شارفاكا في الفلسفة الهندية، فإن دافيد هيوم قد نشرها في منتصف القرن الثامن عشر.

## صياغة المشكلة
يقوم المرء بمجموعة من الملاحظات خلال التفكير الاستقرائي، ويستدل على زعم جديد قائم على تلك الملاحظات. على سبيل المثال، بداية من مجموعة من الملاحظات لامرأة تمشي مع كلبها في السوق في الساعة الثامنة صباحًا من يوم الاثنين، فيبدو صالحًا أن نستدل على أن المرأة سوف تفعل الشيء ذاته يوم الاثنين القادم، أو أنها بشكل عام تمشي مع كلبها في السوق كل اثنين. يُضاف إلى مجموعة الملاحظات، أن المرأة تمشي فقط في السوق يوم الاثنين القادم، وهذا الأمر لا يُثبت أنها سوف تمشي في السوق كل يوم اثنين. أولًا وبغض النظر عن عدد الملاحظات، فليس مؤكدًا أن المرأة تمشي دائمًا في السوق في الثامنة صباحة من يوم الاثنين. في الحقيقة، يحاجج دافيد هيوم أنه لا يمكن حتى الزعم أنها «أكثر احتمالية»، لأن ذلك ما زال يحتاج إلى افتراض أن المستقبل يمكن توقعه من خلال الماضي.

ثانيًا، لا تدعم الملاحظات ذاتها صحة التفكير الاستقرائي، إلا بشكل استقرائي. شرح برتراند راسل تلك النقطة في كتابه مشاكل الفلسفة:
تتوقع الحيوانات الأليفة الطعام عندما يرون الشخص الذي يطعمهم بشكل معتاد. نعلم جميعًا أن كل تلك التوقعات البسيطة بشأن اطراد الحوادث، هي عرضة للتضليل إلى حد ما. فالرجل الذي أطعم الدجاجة كل يوم خلال حياتها، سينتزع عنقها في النهاية بدلًا من إطعامها، مما يوضع أن المزيد من وجهات النظر الدقيقة حول اطراد حوادث الطبيعة كان سيفيد الدجاج.
قُدم ذلك في العديد من المنشورات باعتباره قصة عن الديك الروم، إذ يُطعم كل صباح دون تقصير، ويستخلص من يتبع قوانين الاستقراء أن ذلك سوف يستمر، ولكن بعد ذلك تُقطع عنقها في يوم عيد الشكر.

## تفسيرات بارزة

### كارل بوبر
سعى فيلسوف العلم كارل بوبر، إلى حل مشكلة الاستقراء. حاجج أن العلم لا يستخدم الاستقراء، وأنه يمثل أسطورة في حقيقة الأمر. عوضًا عن ذلك، تتشكل المعرفة من خلال الحدوس الافتراضية، والنقد. وحاجج بشأن الدور الرئيسي الذي تلعبه الملاحظات، والتجارب في العلم، والذي يكمن في محاولات نقد النظريات الموجودة وتفنيدها.
وفقًا لبوبر، تطرح مشكلة الاستقراء، كما نتصورها عادة، السؤال الخاطئ: إنها تسأل عن كيفية تسويغ النظريات المقدمة، والتي لا يمكن تسويغها من خلال الاستقراء. حاجج بوبر أن التسويغ غير مطلوب على الإطلاق، وأن السعي وراء التسويغ هو «طلب لإجابة استبدادية». قال بوبر بدلًا من ذلك، ما يجب القيام به هو البحث عن الأخطاء وتصحيحها. نظر بوبر إلى النظريات التي نجت من النقد باعتبارها مؤكدة بشكل أفضل، بما يتناسب مع مقدار وقوة النقد، ولكن على النقيض تمامًا من النظريات الاستقرائية في المعرفة، فليس من المرجح أن يكون ذلك صحيحًا بشكل كبير بالنسبة إلى تلك النظريات. رأى بوبر أن السعي وراء نظريات ذات احتمالية كبيرة في أن تكون صادقة، هو هدف خاطئ يتعارض مع البحث عن المعرفة. يجب على العلم أن يبحث عن النظريات التي تكون خاطئة على الأرجح، من ناحية (وهذا هو القول ذاته أنها قابلة للتكذيب إلى حد كبير، ولذا هناك العديد من الطرق التي قد يتضح أنها خاطئة)، لكن ما زالت كل المحاولات من أجل تكذيبها فاشلة حتى الآن (مؤكدة بدرجة كبيرة).